# 拉多梅什利區

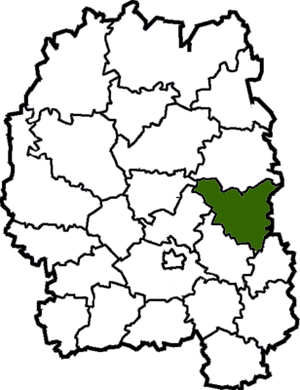
撤销前拉多梅什利區在日托米爾州的位置

拉多梅什利區（烏克蘭語：Радомишльський район），曾是烏克蘭日托米爾州的一個區，位於該國北部，行政中心設於拉多梅什利，面積1,297平方公里，2011年人口38,530，人口密度每平方公里29.71人。
该区在2020年7月18日的乌克兰行政区划改革中被撤销，改革后日托米爾州下分为4个区。拉多梅什利區合并至日托米爾區。
50°29′56″N 29°14′0″E / 50.49889°N 29.23333°E